# Italian Open 2017 (теніс)
Italian Open 2017 (також відомий під назвою Rome Masters 2017 і спонсорською назвою Internazionali BNL d'Italia 2017) - чоловічий і жіночий тенісний турнір, що проходив на відкритих кортах з ґрунтовим покриттям Foro Italico у Римі (Італія). Це був 74-й за ліком Відкритий чемпіонат Італії. Належав до категорії Мастерс у рамках Туру ATP 2017 і категорії Premier 5 в рамках Туру WTA 2017. Тривав з 15 до 21 травня 2017 року.

## Очки і призові

### Нарахування очок
| Дисципліна                 | П    | Ф   | ПФ  | ЧФ  | 1/8 | 1/16 | 1/32 | Q   | Q2  | Q1  |
| Чоловіки, одиночний розряд | 1000 | 600 | 360 | 180 | 90  | 45   | 10   | 25  | 16  | 0   |
| Чоловіки, парний розряд    | 1000 | 600 | 360 | 180 | 90  | 0    | Н/Д  | Н/Д | Н/Д | Н/Д |
| Жінки, одиночний розряд    | 900  | 585 | 350 | 190 | 105 | 60   | 1    | 30  | 20  | 1   |
| Жінки, парний розряд       | 900  | 585 | 350 | 190 | 105 | 1    | Н/Д  | Н/Д | Н/Д | Н/Д |

### Призові гроші
| Дисципліна                 | П        | F        | ПФ       | ЧФ       | 1/8     | 1/16    | 1/32    | Q2     | Q1     |
| Чоловіки, одиночний розряд | €820,035 | €402,080 | €202,365 | €102,900 | €53,435 | €28,170 | €15,210 | €3,505 | €1,785 |
| Жінки, одиночний розряд    | €461,355 | €230,565 | €115,170 | €53,055  | €26,302 | €13,501 | €6,939  | €3,860 | €1,987 |
| Чоловіки, парний розряд    | €253,950 | €124,330 | €62,360  | €32,010  | €16,550 | €8,730  | Н/Д     | Н/Д    | Н/Д    |
| Жінки, парний розряд       | €132,074 | €66,710  | €33,020  | €16,620  | €8,395  | €4,160  | Н/Д     | Н/Д    | Н/Д    |

## Учасники

### Одиночний розряд

#### Сіяні учасники
Нижче подано список сіяних гравців. Посів ґрунтується на рейтингу ATP станом на 8 травня 2017. Рейтинг і очки перед наведено на 15 травня 2017.
| Сіяний | Рейтинг | Гравець                 | Очки перед | Очки, що захищає | Очки здобуті | Очки після | Підсумок                                        |
| ------ | ------- | ----------------------- | ---------- | ---------------- | ------------ | ---------- | ----------------------------------------------- |
| 1      | 1       | Енді Маррей             | 10,360     | 0                | 10           | 10,370     | 2-ге коло, його переміг Фабіо Фоніні            |
| 2      | 2       | Новак Джокович          | 6,845      | 0                | 600          | 7,445      | Фіналіст,, його переміг Олександр Звєрєв [16]   |
| 3      | 3       | Стен Вавринка           | 5,605      | 250              | 90           | 5,445      | 3 коло, його переміг Джон Ізнер                 |
| 4      | 4       | Рафаель Надаль          | 5,195      | 0                | 180          | 5,375      | чвертьфінал, його переміг Домінік Тім [8]       |
| 5      | 6       | Мілош Раоніч            | 4,180      | 0                | 180          | 4,360      | чвертьфінал, його переміг Олександр Звєрєв [16] |
| 6      | 8       | Марин Чилич             | 3,735      | 150              | 180          | 3,765      | чвертьфінал, його переміг Джон Ізнер            |
| 7      | 9       | Кей Нісікорі            | 3,470      | 0                | 90           | 3,560      | 3 коло, його переміг Хуан Мартін дель Потро     |
| 8      | 7       | Домінік Тім             | 4,035      | 250              | 360          | 4,145      | півфінал, його переміг Новак Джокович [2]       |
| 9      | 10      | Давід Ґоффен            | 3,055      | (90)             | 90           | 3,055      | 3 коло, його переміг Марин Чилич [6]            |
| 10     | 11      | Григор Димитров         | 2,900      | (10)             | 10           | 2,900      | 1 коло, його переміг Хуан Мартін дель Потро     |
| 11     | 16      | Люка Пуй                | 2,330      | (20)             | 10           | 2,320      | 1 коло, його переміг Сем Кверрі                 |
| 12     | 13      | Томаш Бердих            | 2,690      | 0                | 90           | 2,780      | 3 коло, його переміг Мілош Раоніч [5]           |
| 13     | 14      | Джек Сок                | 2,370      | (45)             | 90           | 2,415      | 3 коло, його переміг Рафаель Надаль [4]         |
| 14     | 19      | Альберт Рамос Віньйолас | 2,145      | (90)             | 10           | 2,065      | 1 коло, його переміг Джон Ізнер                 |
| 15     | 21      | Пабло Карреньо Буста    | 2,090      | (90)†            | 45           | 2,045      | 2-ге коло, його переміг Роберто Баутіста Аґут   |
| 16     | 17      | Олександр Звєрєв        | 2,300      | 150              | 1,000        | 3,150      | Чемпіон, — Новак Джокович [2]                   |

† 2016 року гравець не кваліфікувався на турнір. Тож його очки за потрапляння до 18-ти найкращих відраховано.

#### Інші учасники
Нижче наведено учасників, які отримали вайлд-кард на участь в основній сітці:
- Маттео Берреттіні
- Gianluca Mager
- Стефано Наполітано
- Андреас Сеппі

Учасниця, що потрапила в основну сітку завдяки захищеному рентингові:
- Томмі Гаас

Нижче наведено гравців, які пробились в основну сітку через стадію кваліфікації:
- Ніколас Альмагро
- Кевін Андерсон
- Аляж Бедене
- Карлос Берлок
- Адріан Маннаріно
- Тьяго Монтейро
- Ян-Леннард Штруфф

Такі тенісисти потрапили в основну сітку як Щасливі лузери:
- Томас Беллуччі
- Олександр Долгополов
- Джаред Доналдсон
- Ернесто Ескобедо

#### Відмовились від участі
До початку турніру
- Маркос Багдатіс →його замінив  Джаред Доналдсон
- Роджер Федерер →його замінив  Dan Evans
- Рішар Гаске →його замінив  Флоріан Маєр
- Стів Джонсон →його замінив  Кайл Едмунд
- Іво Карлович →його замінив  Ернесто Ескобедо
- Філіпп Кольшрайбер →його замінив  Томас Беллуччі
- Нік Киріос →його замінив  Олександр Долгополов
- Паоло Лоренці →його замінив  Ніколя Маю
- Гаель Монфіс →його замінив  Робін Гаасе
- Жіль Мюллер →його замінив  Раян Гаррісон
- Жо-Вілфрід Тсонга →його замінив  Їржі Веселий

#### Знялись
- Ніколас Альмагро
- Gianluca Mager

### Парний розряд

#### Сіяні пари
| Країна          | Гравець         | Країна    | Гравець            | Рейтинг1 | Сіяний |
| --------------- | --------------- | --------- | ------------------ | -------- | ------ |
| Фінляндія       | Генрі Контінен  | Австралія | Джон Пірс          | 3        | 1      |
| США             | Боб Браян       | США       | Майк Браян         | 6        | 2      |
| Велика Британія | Джеймі Маррей   | Бразилія  | Бруно Соарес       | 15       | 3      |
| Франція         | П'єр-Юг Ербер   | Франція   | Ніколя Маю         | 17       | 4      |
| Польща          | Лукаш Кубот     | Бразилія  | Марсело Мело       | 17       | 5      |
| ПАР             | Равен Класен    | США       | Ражів Рам          | 21       | 6      |
| Іспанія         | Фелісіано Лопес | Іспанія   | Марк Лопес         | 28       | 7      |
| Хорватія        | Іван Додіг      | Іспанія   | Марсель Гранольєрс | 30       | 8      |

- Рейтинг подано станом на 8 травня 2017.

#### Інші учасники
Нижче наведено пари, які отримали вайлдкард на участь в основній сітці:
- Сімоне Болеллі /  Андреас Сеппі
- Федеріко Гайо /  Стефано Наполітано

Наведені нижче пари отримали місце як заміна:
- Трет Х'юї /  Майкл Венус

#### Відмовились від участі
До початку турніру
- Нік Киріос

## WTA main draw entrants

### Одиночний розряд

#### Сіяні пари
| Країна          | Гравчиня               | Рейтинг1 | Сіяна |
| --------------- | ---------------------- | -------- | ----- |
| Німеччина       | Анджелік Кербер        | 2        | 1     |
| Чехія           | Кароліна Плішкова      | 3        | 2     |
| Іспанія         | Гарбінє Мугуруса       | 4        | 3     |
| Словаччина      | Домініка Цібулкова     | 5        | 4     |
| Велика Британія | Джоанна Конта          | 6        | 5     |
| Румунія         | Сімона Халеп           | 7        | 6     |
| Росія           | Світлана Кузнецова     | 9        | 7     |
| Україна         | Еліна Світоліна        | 10       | 8     |
| США             | Вінус Вільямс          | 12       | 9     |
| США             | Медісон Кіз            | 13       | 10    |
| Росія           | Олена Весніна          | 14       | 11    |
| Росія           | Анастасія Павлюченкова | 16       | 12    |
| Франція         | Крістіна Младенович    | 17       | 13    |
| Чехія           | Барбора Стрицова       | 18       | 14    |
| Нідерланди      | Кікі Бертенс           | 19       | 15    |
| Хорватія        | Міряна Лучич-Бароні    | 21       | 16    |

- Рейтинг подано станом на 8 травня 2017.

#### Інші учасниці
Нижче наведено учасниць, які отримали вайлд-кард на участь в основній сітці:
- Дебора К'єза
- Сара Еррані
- Марія Шарапова

Нижче наведено гравчинь, які пробились в основну сітку через стадію кваліфікації:
- Мона Бартель
- Кетрін Белліс
- Дарія Гаврилова
- Анетт Контавейт
- Олена Остапенко
- Андреа Петкович
- Донна Векич
- Ван Цян

#### Відмовились від участі
До початку турніру
- Ана Конюх →її замінила  Ярослава Шведова
- Агнешка Радванська →її замінила  Моніка Нікулеску
- Коко Вандевей →її замінила  Місакі Дой
- Каролін Возняцкі →її замінила  Наомі Осака

#### Знялись
- Дарія Касаткіна
- Гарбінє Мугуруса
- Марія Шарапова

### Парний розряд

#### Сіяні пари
| Країна            | Гравчиня           | Країна    | Гравчиня           | Рейтинг1 | Сіяна |
| ----------------- | ------------------ | --------- | ------------------ | -------- | ----- |
| Росія             | Катерина Макарова  | Росія     | Олена Весніна      | 6        | 1     |
| Китайський Тайбей | Чжань Юнжань       | Швейцарія | Мартіна Хінгіс     | 19       | 2     |
| Індія             | Саня Мірза         | Казахстан | Ярослава Шведова   | 20       | 3     |
| Угорщина          | Тімеа Бабош        | Чехія     | Андреа Главачкова  | 23       | 4     |
| Чехія             | Кароліна Плішкова  | Чехія     | Барбора Стрицова   | 30       | 5     |
| США               | Абігейл Спірс      | Словенія  | Катарина Среботнік | 40       | 6     |
| Канада            | Габріела Дабровскі | КНР       | Сюй Їфань          | 44       | 7     |
| Китайський Тайбей | Чжань Хаоцін       | Латвія    | Олена Остапенко    | 50       | 8     |

- Рейтинг подано станом на 8 травня 2017.

#### Інші учасниці
Нижче наведено пари, які отримали вайлдкард на участь в основній сітці:
- Дебора К'єза /  Стефанія Рубіні
- Сара Еррані /  Мартіна Тревізан
- Єлена Янкович /  Андреа Петкович

Наведені нижче пари отримали місце як заміна:
- Ольга Савчук /  Еліна Світоліна

#### Відмовились від участі
До початку турніру
- Дарія Касаткіна

## Переможці та фіналісти

### Одиночний розряд, чоловіки
- Олександр Звєрєв —  Новак Джокович 6–4, 6–3

### Одиночний розряд, жінки
- Еліна Світоліна —  Сімона Халеп, 4–6, 7–5, 6–1

### Парний розряд, чоловіки
- П'єр-Юг Ербер /  Ніколя Маю —  Іван Додіг /  Марсель Гранольєрс, 4–6, 6–4, [10–3]

### Парний розряд, жінки
- Чжань Юнжань /  Мартіна Хінгіс —  Катерина Макарова /  Олена Весніна, 7–5, 7–6(7–4)